# Không lực Năm
Không lực Năm (5 AF) là không lực mang số của Không lực Thái Bình Dương trực thuộc Không quân Hoa Kỳ (PACAF). Đơn vị có tổng hành dinh tại Căn cứ Không lực Yokota, Nhật Bản. Không lực 5 là đơn vị lâu đời nhất của Không quân Hoa Kỳ liên tục phục vụ Không lực mang số. Không lực 5 đã cung cấp sức mạnh trên bầu trời liên tục trong 80 năm cho khu vực Thái Bình Dương, kể từ khi thành lập vào tháng 9 năm 1941.
Không lực 5 là bộ phận tiền phương của Không lực Thái Bình Dương tại Nhật Bản, đồng thời tối đa hóa khả năng đối tác và thúc đẩy hợp tác quốc phòng song phương. Ngoài ra, 5 AF còn là binh chủng không quân của Quân đội Hoa Kỳ tại Nhật Bản.
Nhiệm vụ của lực lượng gồm 3 phần. Đầu tiên: lập kế hoạch, tiến hành, kiểm soát và điều phối các hoạt động không quân do Tư lệnh PACAF giao. Không lực 5 duy trì mức độ sẵn sàng cần thiết để hoàn thành tốt các hoạt động quân sự được chỉ đạo. Và cuối cùng, nhưng chắc chắn không kém phần quan trọng, là Không lực 5 hỗ trợ trong việc bảo vệ lẫn nhau của Nhật Bản và tăng cường ổn định khu vực bằng cách lập kế hoạch, tập trận và thực hiện các hoạt động không quân chung hợp tác với Nhật Bản. Để đạt được nhiệm vụ này, Không lực 5 duy trì tư thế là lực lượng răn đe nhằm bảo vệ lợi ích của cả Hoa Kỳ và Nhật Bản, đồng thời tiến hành các hoạt động không quân thích hợp nếu khả năng răn đe thất bại.
Không lực 5 do Trung tướng Ricky Rupp chỉ huy.

## Lịch sử
Mười bốn Pháo đài bay Boeing B-17 sống sót sau Trận chiến Philippines đã rời Mindanao đến Darwin, Úc, từ ngày 17 đến ngày 20 tháng 12 năm 1941, là chiếc phi cơ duy nhất của Không lực Viễn Đông trốn thoát. Sau khi sơ tán khỏi Philippines vào ngày 24 tháng 12 năm 1941, trụ sở của FEAF chuyển đến Úc và được tái tổ chức và tái thiết lập 5 Air Force vào ngày 5 tháng 2 năm 1942, cùng với hầu hết các chiến đấu cơ của lực lượng này đóng tại chiến trường đảo Java. Có vẻ như vào thời điểm đó, quân Nhật đang tiến gần khắp mọi nơi. Các oanh tạc cơ hạng nặng còn lại của Liên đoàn bay bắn phá 19, đóng tại Malang, trên đảo Java, đã bay các nhiệm vụ nỗ lực ngăn chặn bước tiến quân Nhật. Đơn vị bay này tham gia vào tháng Giêng và tháng Hai, với hai hoặc ba chiếc cùng một lúc, gồm 37 máy bay B-17E và 12 máy bay LB-30 của Liên đoàn bay ném bom 7. Một lực lượng nhỏ oanh tạc cơ, không bao giờ có được hơn 20 chiếc hoạt động bất cứ lúc nào, không thể làm được gì nhiều để ngăn nổi cuộc xâm lược Đông Ấn Hà Lan, nhưng vẫn tung ra những cuộc tấn công dũng cảm, tuy vô ích, nhằm vào hàng loạt tàu vận tải Nhật, sáu người mất tích trong chiến đấu, sáu người gặp tai nạn, và 26 thì bị phá hủy trên mặt đất.
Liên đoàn bay ném bom 7 được rút về Ấn Độ vào tháng 3 năm 1942, để lại đơn vị 19 tiếp tục trở thành liên đoàn bay được trang bị máy bay Pháo đài B-17 duy nhất ở Nam Thái Bình Dương. Vào khoảng thời gian này, người ta quyết định rằng những chiếc B-17 thay thế sẽ không được gửi đến Tây Nam Thái Bình Dương, mà chỉ được gửi riêng cho Không lực 8 đang xây dựng ở Anh. Đến tháng 5, người và máy bay còn sống sót của Không lực 5 đã tách ra theo các mệnh lệnh khác, và sở chỉ huy vẫn không còn người trong vài tháng, nhưng các phần tử đã đóng một vai trò nhỏ trong Trận chiến biển San Hô (7–8 tháng 5 năm 1942) khi Phi đoàn ném bom 435, Liên đoàn bay bom 19 đã chứng kiến hạm đội Nhật tập trung tại khu vực Rabaul gần hai tuần trước khi trận chiến thực sự diễn ra. Do hoạt động trinh sát của Phi đoàn ném bom 435, Hải quân Hoa Kỳ đã được chuẩn bị sẵn sàng để đối phó với tình huống này. Phi đoàn đã được Hải quân Hoa Kỳ khen ngợi vì sự hỗ trợ quý báu không chỉ cho công việc trinh sát xuất sắc, mà còn cho phần đóng trong trận chiến.
Bộ Tư lệnh Không lực 5 được tái biên chế về Brisbane, Úc vào ngày 18 tháng 9 năm 1942, đặt dưới quyền chỉ huy của Thiếu tướng George Kenney. Các đơn vị Không lực Lục quân Hoa Kỳ tại Úc, bao gồm cả Không lực 5, cuối cùng đã được tăng cường, rồi tái tổ chức sau những thất bại ban đầu của họ ở Philippines và Đông Ấn. Vào thời điểm tướng Kenney đến, Không lực 5 được trang bị 3 đội máy bay chiến đấu và 5 đội máy bay bắn phá.
Ngoài ra, Không lực 5 còn kiểm soát hai phi đoàn vận tải và một phi đoàn nhiếp ảnh, bao gồm 1.602 sĩ quan và 18.116 nam quân nhân.
Kenney sau đó được bổ nhiệm làm chỉ huy lực lượng không quân Đồng minh tại Khu vực Tây Nam Thái Bình Dương, báo cáo trực tiếp với Tướng Douglas MacArthur. Dưới sự lãnh đạo của Kenney, Không lực 5 và Không quân Hoàng gia Úc đã cung cấp một mũi nhọn trên không cho chiến dịch nhảy đảo của ông MacArthur.

### Không lực Viễn Đông Hoa Kỳ
Vào ngày 4 tháng 11 năm 1942, Không lực 5 bắt đầu hành động liên tục chống lại quân Nhật ở Papua New Guinea và là thành phần quan trọng của chiến dịch New Guinea (1942–1945). Không lực 5 lại giao tranh với quân Nhật trong chiến dịch Philippines (1944–45), cũng như trong Trận Okinawa (1945).
Không lực 5 cùng với Không lực 13 ở miền Trung Thái Bình Dương và Không lực 7 ở Hawaii được giao cho lực lượng Không lực Viễn Đông Hoa Kỳ (FEAF) mới được thành lập vào ngày 3 tháng 8 năm 1944. FEAF trực thuộc Lực lượng Lục quân Hoa Kỳ tại Viễn Đông và phục vụ với tư cách trụ sở của Lực lượng Không quân Đồng minh Khu vực Tây Nam Thái Bình Dương. Đến năm 1945, ba lực lượng không quân này đã hỗ trợ nhiều hoạt động trên khắp Thái Bình Dương. FEAF là cơ quan tương đương về chức năng ở Thái Bình Dương của Lực lượng Không quân Chiến lược Hoa Kỳ (USSTAF) trong Mặt trận Tác chiến Châu Âu (ETOUSA).

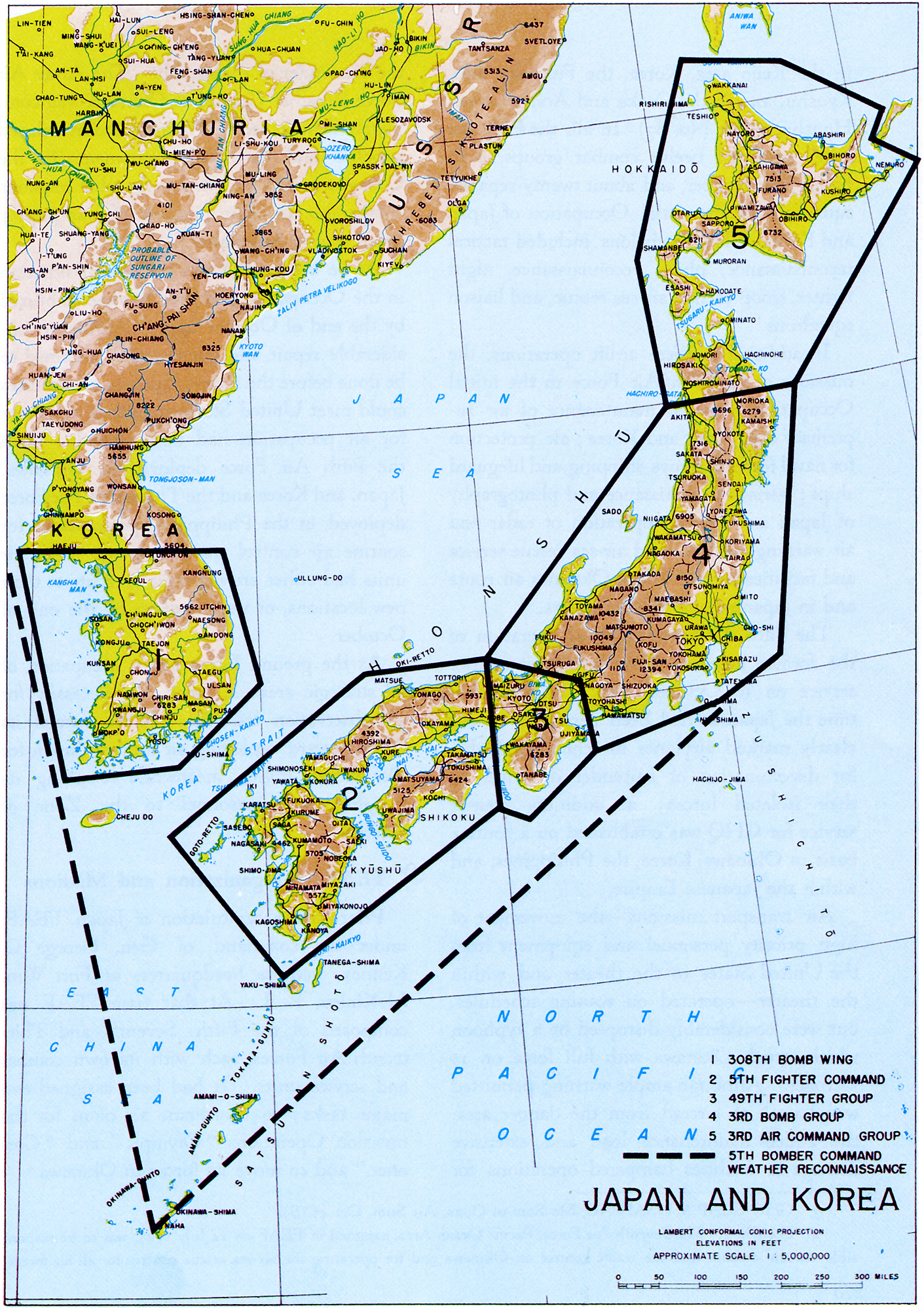
Vùng Trách nhiệm Không lực 5 của Không quân Hoa Kỳ, năm 1945–1947

### Huân chương xung trận, năm 1945
| Bộ tư lệnh Tiêm kích V     | Đơn vị Tiêm kích đêm | Bộ Tư lệnh Ném bom V       | Trinh sát ảnh     | Không đoàn Chở quân 54   |
| -------------------------- | -------------------- | -------------------------- | ----------------- | ------------------------ |
| 3d ACG (P-51, C-47)        | 418th NFS            | 3d BG (L) (B-25, A-20)     | 6th RG (F-5, F-7) | 2d CCG                   |
| 8th FG (P-40, P-38)        | 421st NFS            | 22d BG (M/H) (B-26 – B-24) | 71st RG (B-25)    | 317th TCG                |
| 35th FG (P-47, P-51)       | 547th NFS            | 38th BG (M) (B-25)         |                   | 374th TCG (chỉ năm 1943) |
| 49th FG (P-40, P-47, P-38) |                      | 43d BG (H) (B-24)          |                   | 375th TCG                |
| 58th FG (P-47)             |                      | 90th BG (H) (B-24)         |                   | 433d TCG                 |
| 348th FG (P-47, P-51)      |                      | 312th BG (L) (A-20)        |                   |                          |
| 475th FG (P-38)            |                      | 345th BG (M) (B-25)        |                   |                          |
|                            |                      | 380th BG (H) (B-24)        |                   |                          |
|                            |                      | 417th BG (L) (A-20)        |                   |                          |

CHÚ GIẢI: ACG – Liên đoàn bay Đặc công, FG – Liên đoàn bay Tiêm kích, NFS – Liên đoàn Tiêm kích Đêm, BG (L) – Liên đoàn bay bom nhẹ, BG (M) – Liên đoàn bay bom trung, BG (H) – Liên đoàn bay bom nặng, RG – Liên đoàn bay Trinh sát, CCG – Liên đoàn bay Vận tải Chiến đấu, TCG – Liên đoàn bay Chở quân
Khi chiến tranh kết thúc, Không lực 5 đã có một kỉ lục vô song với 3.445 chiến thắng trên không, dẫn đầu bởi hai chiến binh hàng đầu của nước Mỹ là Thiếu tá Richard Bong và Thiếu tá Thomas McGuire, với lần lượt 40 và 38 chiến thắng, và nhận hai trong số mười Huân chương của Không lực 5.
Ngay sau khi Chiến tranh thế giới thứ hai kết thúc vào tháng 8, Không lực 5 chuyển đến Căn cứ Không lực Irumagawa, Nhật Bản, vào khoảng ngày 25 tháng 9 năm 1945, như một phần của lực lượng chiếm đóng Đồng minh. Bộ chỉ huy vẫn ở Nhật Bản cho đến ngày 1 tháng 12 năm 1950 để thực hiện các nhiệm vụ chiếm đóng nước này.

## Ngày nay
Ngày nay, theo website của tổ chức, các thành phần chính bao gồm: Không đoàn 18, Căn cứ Không lực Kadena, huyện Okinawa, Nhật Bản; Không đoàn Tiêm kích 35 tại Căn cứ Không lực Misawa, và Không đoàn Không vận 374 tại Căn cứ Không lực Yokota. Kadena AB tổ chức Không đoàn 18, không đoàn chiến đấu lớn nhất trong Không quân Hoa Kỳ. Không đoàn gồm có chiến đấu cơ F-15, máy bay tiếp liệu KC-135, máy bay chỉ huy & cảnh báo sớm trên không E-3, trực thăng cứu hộ HH-60G Pave Hawk, thể hiện sự hiện diện và khả năng chiến đấu lớn ở Tây Thái Bình Dương. Không đoàn Tiêm kích 35, Căn cứ Không lực Misawa, Nhật Bản, bao gồm hai phi đoàn được trang bị biến thể F-16 Block 50 hiện đại nhất, chuyên dùng để trấn áp hệ thống phòng không của đối phương. Đội hình cuối cùng là Không đoàn 374, tại Căn cứ Không lực Yokota, Nhật Bản.
Theo một nghiên cứu năm 2017 của hai chỉ huy Hải quân Mỹ, trong trường hợp Trung Quốc bất ngờ tấn công bằng tên lửa đạn đạo nhằm vào các căn cứ không quân ở Nhật Bản, hơn 200 máy bay Mỹ sẽ bị mắc kẹt hoặc bị tiêu diệt trên mặt đất trong những giờ đầu tiên của cuộc xung đột.

## Dòng dõi, phân công, căn cứ và tổ chức

### Dòng dõi
- Thành lập với tư cách là Philippine Department Air Force (Không lực Bộ Philippines) ngày 16 tháng 8 năm 1941
- Kích hoạt vào ngày 20 tháng 9 năm 1941
- Đổi tên thành: Far East Air Force (Không lực Viễn Đông) ngày 16 tháng 11 năm 1941
- Đổi tên thành: 5 Air Force ngày 5 tháng 2 năm 1942
- Đổi tên thành: Fifth Air Force ngày 18 tháng 9 năm 1942.

### Phân công
- Bộ Phi Luật Tân thuộc Lục quân Hoa Kỳ, ngày 20 tháng 9 năm 1941
- Lực lượng Hoa Kỳ tại Úc (USFIA), ngày 23 tháng 12 năm 1941
- Đổi tên: Lực lượng Lục quân Hoa Kỳ tại Úc (USAFIA), ngày 5 tháng 1 năm 1942
- Bộ chỉ huy Mỹ-Anh-Hà Lan-Úc (ABDACOM), ngày 23 tháng 2 năm 1942
- Không lực Đồng minh, Khu vực Tây Nam Thái Bình Dương (SWPA), ngày 2 tháng 11 năm 1942
- Không lực Viễn Đông (Lâm thời), ngày 15 tháng 6 năm 1944
- Không lực Viễn Đông, ngày 3 tháng 8 năm 1944
- Đổi tên thành: Bộ Tư lệnh Không quân Thái Bình Dương, Lục quân Hoa Kỳ, ngày 6 tháng 12 năm 1945
- Đổi tên thành: Không lực Viễn Đông, ngày 1 tháng 1 năm 1947
- Không lực Thái Bình Dương được tái chuyển đổi, ngày 1 tháng 7 năm 1957 — hiện tại

### Căn cứ
| - Nichols Field, Luzon, 20 tháng 9, 1941 - RAAF Base Darwin, Australia, 31 tháng 12, 1941 - Bandoeng, Java, 18 tháng 1, 1942 - Brisbane AAB, Úc, khoảng 1 tháng 3, 1942 - Nadzab Airfield, New Guinea, 15 tháng 6, 1944 - Owi Airfield, Schouten Islands, Đông Ấn Hà Lan, 10 tháng 8, 1944 - Bayug Airfield, Leyte, Philippines, khoảng 20 tháng 11, 1944 - McGuire Field, Mindoro, Philippines, tháng 1, 1945 - Clark Field, Luzon, Philippines, tháng 4, 1945 - Hamasaki (Motobu Airfield), Okinawa, 4 tháng 8, 1945 | - Irumagawa AB, Nhật Bản, khoảng 25 tháng 9, 1945 - Tokyo, Nhật Bản, 13 tháng 1, 1946 - Nagoya, Nhật Bản, 20 tháng 5, 1946 - Seoul AB (K-16), Hàn Quốc, 1 tháng 12, 1950 - Taegu AB (K-2), Hàn Quốc, 22 tháng 12, 1950 - Seoul AB (K-16), 15 tháng 6, 1951 - Osan AB, Hàn Quốc, 25 tháng 1, 1954 - Nagoya AB (sau là Nagoya AS; Moriyama AS)]], Nhật Bản, 1 tháng 9, 1954 - Fuchu AS, Nhật Bản, 1 tháng 7, 1957 - Yokota AB, Nhật Bản, 11 tháng 11, 1974–nay |